# Ange Bourgeois
Ange Bourgeois, né le 6 avril 1895 à Fossé  dans le Loir-et-Cher et mort le 7 juin 1931 en service aérien commandé en Birmanie, était un aviateur français. Pilote chez Air Asie en 1929, puis Air Orient en 1930, il était un pionnier des lignes aériennes régulières entre la France et l’Indochine.

## Distinctions
- Chevalier de la Légion d'honneur (2 juillet 1929)
- : Croix de guerre 1914-1918 française
- : Croix de guerre 1914-1918 belge[1].